# IPSCO
IPSCO (TSX: IPS) — канадская металлургическая компания. Штаб-квартира — в городе Реджайна, провинция Саскачеван.

## История
Основана в 1956 году. В конце 2006 года IPSCO за $1,46 млрд приобрела американского производителя труб компанию NS Group.

## Собственники и руководство
По данным Reuters на 31 марта 2007 года, крупнейшие пакеты акций компании принадлежали Pyramis Global Advisors (8,53 %), Royce & Assocoates (7,53 %), Barclays Global Investors (5,89 %). Капитализация на NYSE — $6,13 млрд.

## Деятельность
В группу входит 21 предприятие в США и Канаде.
В 2006 году компания произвела 4 млн т стали. Консолидированная выручка в 2006 году — $3,78 млрд, чистая прибыль — $643 млн.